# Hassisen kone
Hassisen kone (dt. Hassinens Maschine) war eine finnische Rock-Band aus Joensuu, Nordkarelien, die Ende 1979 gegründet wurde. Zu Beginn spielte die Gruppe eine neue Welle des finnischen Punks, entwickelte aber gegen Ende ihres Bestehens einen Mix unterschiedlicher Stile. Die Band war bis 1982 aktiv.

## Geschichte

### Gründung, erste Erfolge und Ruf (1979–1980)
Hassisen kone wurde im Dezember 1979 gegründet, die Band benannte sich nach einem Nähmaschinenunternehmen in ihrer Heimatstadt Joensuu. Der damalige Geschäftsführer, der sehr religiös war, war erbost darüber, dass die Band den Namen seines Unternehmens benutzte. Auf den Protest änderte die Band ihren Namen zwischenzeitlich in Kassisen Kone, (dt. Kassinens Maschine). Später, als die Band zu Ruhm gelangte, änderte das Unternehmen seinen Namen in Joensuun Konepalvelu (dt.  Maschinenservice Joensuu). Für die Band wurde damit der ursprüngliche Name wieder frei.
Die Band nahm 1980 am Rock SM Cup (finnische Meisterschaft in Rock-Musik) in Oulu teil und gewann den New-Wave-Wettbewerb. Im Frühjahr desselben Jahres begann auch der Verkaufserfolg ihrer Platten mit der Veröffentlichung der ersten Single Hassisen kone / Kolumpia orkesteri (dt. Hassinens Maschine / Kolumpia-Orchester). Diese Single wurde vom Hilse-Platten-Label veröffentlicht. Weitere Publikationen der Band erschienen bei Poko-Rekords. Die ursprünglichen Bandmitglieder waren Ismo Alanko, Reijo Heiskanen, Jussi Kinnunen und Harri Kinnunen.
Das erste Album, Täältä tullaan Venäjä (dt. Hier kommen wir, Russland), erschien im Jahr 1980. Es enthielt den erfolgreichen Track Rappiolla (dt. Vernachlässigung) und auch zuvor veröffentlicht Lieder wie „Hassisen kone“.

### Hässliche Melodien und neue Mitglieder (1981)
Mit dem zweiten Album Rumia säveliä (dt. Hässliche Melodien) (1981) ging Hassisen kone zu einem komplexen musikalischen Stil über. Dieser Stil prägte Hits wie Jurot nuorisojulkkikset (dt. Steife Jugendprominente) und Tällä tiellä (dt. Auf diesem Weg). Die Lieder im zweiten Album behandelten Themen wie die Qual der Existenz und apokalyptische Visionen, was die düstere Stimmung des Albums bestimmte. Das Album bekam bessere Bewertungen als das Erstlingsalbum, und die Schallplatte wurde von Musikjournalisten der öffentlich-rechtlichen Rundfunkanstalt Finnlands zur einheimischen Platte des Jahres in der Sparte Unterhaltungsmusik gewählt. Noch im Jahr 2005 erklärte das finnische Musikmagazin Soundi die Platte zum viertbesten in der Kategorie finnische Populärmusik.
In den Sommern 1981 und 1982 nahm die Band am Rock-Happening Tuuliajolla teil, einer Art Kreuzfahrt, bei der Bands mit einem Schiff im Saimaa-Seengebiet von einem Konzert zum nächsten segeln. Im selben Jahr trat die Band auch im Dokumentarfilm Saimaa-ilmiö (dt. Das Saimaa-Phänömen) auf. Dieser Film entstand unter der Regie der Brüder Mika und Aki Kaurismäki. Ende des Jahres 1981 bekam Hassisen kone sogar vier neue Mitglieder. Damals traten Eero „Safka“ Pekkonen, Antti Seppo, Hannu Porkka und Jukka Orma der Band bei.

### Letztes Album und Ende der Band (1982)
Harsoinen teräs (dt. Schierer Stahl), das dritte und letzte Studioalbum der Band, wurde im Jahr 1982 veröffentlicht. Das Album war voll progressiver Elemente, die zum Beispiel deutlich beim bekanntesten Song des Albums, Levottomat jalat (dt. Unruhige Füße) zu hören sind.
Hassisen kone löste sich 1981 offiziell auf, weil die Mitglieder es satt hatten, immer nur die populärsten Lieder des ersten Albums spielen zu sollen. Jedoch schloss die Band die damals laufende Tournee ab.

### Nach Hassisen kone (seit 1983)
Kurz nach der Auflösung gründeten Ismo Alanko und Jukka Orma eine neue Band mit Namen Sielun veljet (dt. Seelenbrüder). Jussi Kinnunen nahm eine sechsmonatige Pause von der Musik, nach der er in unterschiedlichen Bands spielte, z. B. in Ismo Alanko Säätiö. Hannu Porkka spielt zurzeit Percussions im philharmonischen Orchester der Stadt Joensuu. Harri Kinnunen hat unter anderem für Sleepy Sleepers und Lapinlahden Linnut, Eero Pekkonen z. B. für Popeda gespielt.
Die Band hat seit ihrer Auflösung viele Nostalgie-Konzerte gespielt. Im Jahr 2000 trat sie erneut bei einem Konzert zu Mittsommer im ostfinnischen Joensuu auf. Dieses Konzert wurde aufgezeichnet und als DVD mit dem Titel 20 vuotta myöhemmin (20 Jahre später) veröffentlicht. 
Alle Alben von Hassisen kone gelten heute als finnische Rock-Klassiker, wie auch viele Lieder der Band, z. B. Levottomat jalat, Rappiolla, Harsoinen teräs, Tällä tiellä und Rajat.

## Mitglieder

### 1979–1981
- Ismo Alanko (Gitarre, Gesang)
- Reijo Heiskanen (Solo-Gitarre)
- Jussi Kinnunen (Bass)
- Harri Kinnunen (Schlagzeug)

### 1981–1982
- Ismo Alanko (Gitarre, Gesang)
- Jukka Orma (Solo-Gitarre)
- Jussi Kinnunen (Bass)
- Harri Kinnunen (Schlagzeug)
- Eero „Safka“ Pekkonen (Keyboard)
- Antti Seppo (Saxophon)
- Hannu Porkka (Percussion)

## Diskografie

### Alben
- Täältä tullaan Venäjä (1980, Poko Rekords, FI: Platin)
- Rumat sävelet (1981, Poko Rekords, FI: Platin)
- Harsoinen teräs (1982, Poko Rekords)
- High Tension Wire (1982, Poko Rekords)
- 20 vuotta myöhemmin – live 2000 (2010, ein Live-Album)

### Sammlungen
- Hassisen kone 1980–82 (2010)
- Poko-klassikko (1987, Poko Rekords; eine EP mit sechs Songs)
- Historia 1980–1982 (1988; CD Kollektion)
- Tarjolla tänään Hassisen kone (2000, Poko Rekords)
- Jurot nuorisojulkkikset – koko tuotanto, koko tarina 1980–1982 (2009, EMI; sechs CDs mit der gesamten Produktion der Band)

### Singles
- Hassisen kone / Kolumpia Orkesteri (1980, Hilse Kustannus)
- Rappiolla / Kulkurin iltakalja (1980)
- Jurot nuorisojulkkikset / Raha ratkaisee / Läskit lompakot (1981)
- On jouluyö, nyt laulaa saa / Jouluvappujuhannus (1981)
- Hiljaa virtaa veri / Muoviruusuja omenapuissa III (1982)

### Videoalben
- Hassisen kone – 20 vuotta myöhemmin (2001)
- Saimaa-ilmiö (2007)